# The Black Label
La The Black Label (더 블랙 레이블?, stilizzato come THEBLΛƆKLΛBEL) è un'etichetta discografica sudcoreana, fondata da Teddy Park nel 2015.
È una sotto-etichetta della YG Entertainment.

## Storia
Il 22 settembre 2015, la YG Entertainment annunciò la creazione della sotto-etichetta indipendente che sarà guidata dai produttori Teddy e Kush. L'etichetta ospita attualmente Zion.T. Il 3 maggio 2017, Okasian firmò un contratto con la The Black Label. Danny Chung (precedentemente noto come Decipher) firmò con la The Black Label. Nel settembre 2018 firmò anche la cantante Jeon So-mi e fece il suo debutto nel giugno 2019.Il 26 dicembre 2022 la YG Entertainment annunciò che Taeyang avrebbe cambiato agenzia andando alla The Black  Label. Il 18 giugno 2024 Rosé delle Blackpink annunciò tramite il suo profilo instagram di esser entrata a far parte della The Black Label. Attualmente The Black Label gestisce (in ordine di debutto), il girl group Meovv, il gruppo misto ALLDAY PROJECT. The Black Label, insieme a Wakeone, funge da producer per il girl group Izna, formatosi attraverso il survival show I-Land 2.